# Trang viên ở Niwnice

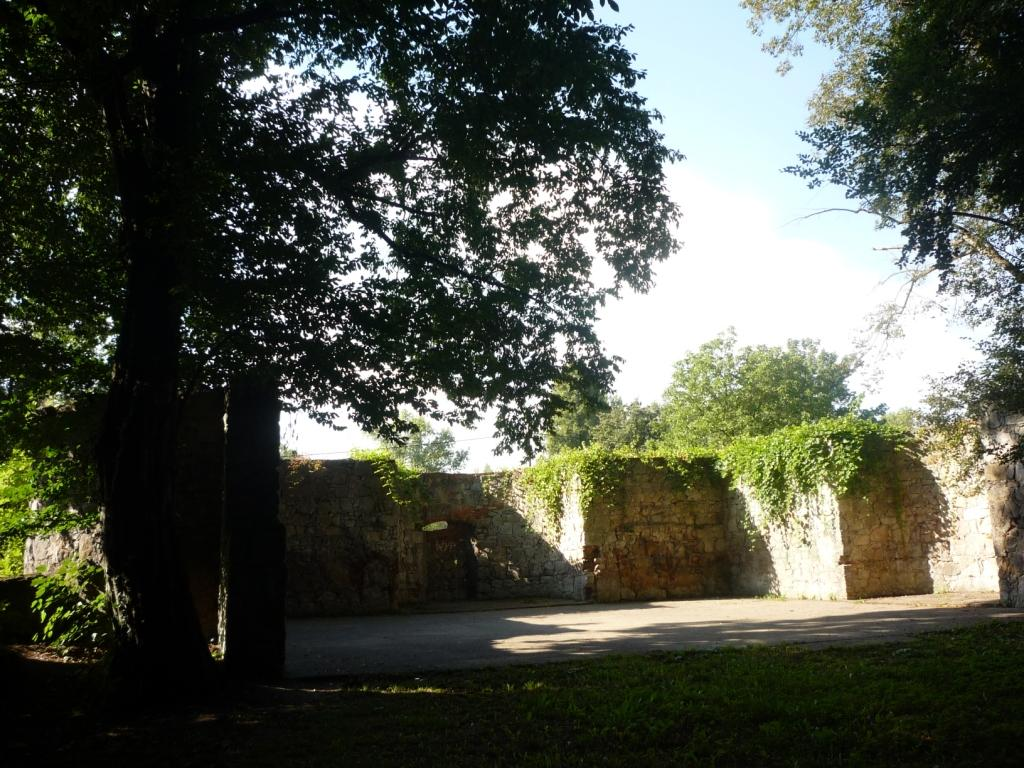
Trang viên ở Niwnice (2013)

Trang viên ở Niwnice, hay Trang viên Bartniki (tiếng Ba Lan: Dwór obronny w Niwnicach, Dwór Bartniki) là một trang viên lịch sử có từ năm 1597, nằm ở ngôi làng Niwnice (trước đây là Bartniki), huyện Lwówecki, tỉnh Dolnośląskie, Ba Lan. Hiện nay, công trình kiến trúc này chỉ còn là một tàn tích với những bức tường được bảo tồn, xung quanh là một công viên tự nhiên bị lãng quên. Trang viên có tên trong sổ đăng ký di tích.

## Sơ lược lịch sử hình thành
Trang viên được dự đoán là do gia đình quý tộc von Salza xây dựng. Gia đình này đã sở hữu các khu bất động sản xung quanh nơi đây từ trước năm 1547. Trang viên có thể là công trình kiến trúc theo phong cách Phục hưng đầu tiên được xây dựng ở Bartniki (lúc bấy giờ) vào thế kỷ 16. Trang viên cùng các dinh thự bị tàn phá vào năm 1945 và sau năm 1975.

## Kiến trúc
Công trình kiến trúc này được xây dựng bằng đá, trên một mặt phẳng hình chữ nhật, được bao quanh bởi một con hào và cây cầu đá bắc ngang. Trang viên bị tàn phá cùng với dòng lịch sử nên không còn nguyên vẹn như xưa. Hiện nay, những mảnh vỡ từ bức tường với cửa sổ đá vẫn còn sót lại. Ở phía Bắc trang viên có các trang trại và xa hơn là Nhà thờ Thánh Jadwiga.